# シチャーマンのサイコロ

一般的なサイコロ(N)とシチャーマンのサイコロ(S)の出目の和の組み合わせ表の比較。もし出目に0を含んでも良い場合、一般的なサイコロの出目を1だけずらしたサイコロ(N')や シチャーマンのサイコロの出目を1だけずらしたサイコロ2種 (S' and S")も存在する。それぞれの表内で2が1通り、3が2通り...存在する。

シチャーマンのサイコロとは、出目が1, 2, 2, 3, 3, 4 であるサイコロと 1, 3, 4, 5, 6, 8であるサイコロの組であり、一般的な出目が1, 2, 3, 4, 5, 6であるサイコロ2個とは目の組み合わせが異なるにもかかわらず、2個のサイコロの出目の和の確率分布が一般的なサイコロと一致するサイコロの組である。ジッヒャーマンダイス、ジッヘルマンダイスなどとも呼ばれる。

## 数学
一般的なサイコロの出目の和は、それぞれの数に対して以下の表のような出目の組み合わせが存在する。
| n              | 2 | 3 | 4 | 5 | 6 | 7 | 8 | 9 | 10 | 11 | 12 |
| 組み合わせの数 | 1 | 2 | 3 | 4 | 5 | 6 | 5 | 4 | 3  | 2  | 1  |

一般的なサイコロに対して、出目の和の確率分布を変えないまま出目の組み合わせを変えたものをクレイジーダイスと呼ぶ。シチャーマンのサイコロはその中でも、2個の6面のサイコロに対し、正の整数のみで出目を割り当てたクレイジーダイスである。（出目に正の整数のみと言う条件を課さない場合、任意の自然数 'k' に対して片方のサイコロの出目をそれぞれ'k'減少させ、もう片方のサイコロので目をそれぞれ'k'増加させた物は同じ確率分布を持つため、解は無限に存在する。）
以下に、一般的なサイコロとシチャーマンのサイコロの出目の和の確率分布を組み合わせと共に示す。また、わかりやすいように1個目のサイコロの出目を1–2–2–3–3–4 とし、2個目のサイコロの出目を 1–3–4–5–6–8と表す。
|                | 2   | 3       | 4           | 5               | 6                   | 7                       | 8                   | 9               | 10          | 11      | 12  |
| Standard dice  | 1+1 | 1+2 2+1 | 1+3 2+2 3+1 | 1+4 2+3 3+2 4+1 | 1+5 2+4 3+3 4+2 5+1 | 1+6 2+5 3+4 4+3 5+2 6+1 | 2+6 3+5 4+4 5+3 6+2 | 3+6 4+5 5+4 6+3 | 4+6 5+5 6+4 | 5+6 6+5 | 6+6 |
| Sicherman dice | 1+1 | 2+1 2+1 | 3+1 3+1 1+3 | 1+4 2+3 2+3 4+1 | 1+5 2+4 2+4 3+3 3+3 | 1+6 2+5 2+5 3+4 3+4 4+3 | 2+6 2+6 3+5 3+5 4+4 | 1+8 3+6 3+6 4+5 | 2+8 2+8 4+6 | 3+8 3+8 | 4+8 |

また、このような正の整数のみで一般的なサイコロと同じ確率分布を持つようなサイコロは、シチャーマンのサイコロだけである。
シチャーマンのサイコロは、ニューヨーク州バッファローのジョージ・シチャーマンが発見し、1978年にマーティン・ガードナーがサイエンティフィック・アメリカンで初めて取り上げた。一般的なサイコロは反対側の面との和が7であるのに対し、シチャーマンのサイコロは反対側の面との和がそれぞれ5と9である。
後に、ガードナーはシチャーマンへの手紙において、とある知り合いのマジシャンがシチャーマンのサイコロのようなものが存在すると予期していたと述べた。
シチャーマンのサイコロを一般化すると3個以上のサイコロの組についてや、6面以外のサイコロに対しても考えられる（Broline (1979), Gallian and Rusin (1979), Brunson and Swift (1997/1998), Fowler and Swift (1999)を参照)

## 拡張

### 6面以外のサイコロに対する、2個と出目の和の確率分布が一致するサイコロ
4面サイコロ2個と出目の和の確率分布が一致する4面サイコロには、{1,2,2,3}{1,3,3,5}があり得る。
8面サイコロ2個と出目の和の確率分布が一致する8面サイコロには、{1,2,2,3,3,4,4,5}{1,3,5,5,7,7,9,11}と{1,2,3,3,4,4,5,6}{1,2,5,5,6,6,9,10}と{1,2,2,3,5,6,6,7}{1,3,3,5,5,7,7,9}3種があり得る。
12面サイコロ2個と出目の和の確率分布が一致する12面サイコロには、{1,2,2,3,3,3,4,4,4,5,5,6}{1,4,5,7,8,9,10,11,12,14,15,18}と{1,2,2,3,3,4,4,5,5,6,6,7}{1,3,5,7,7,9,9,11,11,13,15,17}と{1,2,3,3,4,4,5,5,6,6,7,8}{1,2,5,6,7,8,9,10,11,12,15,16}と{1,2,3,4,4,5,5,6,6,7,8,9}{1,2,3,7,7,8,8,9,9,13,14,15}と{1,2,2,3,3,4,7,8,8,9,9,10}{1,3,4,5,6,7,8,9,10,11,12,14}と{1,2,2,3,5,6,6,7,9,10,10,11}{1,3,3,5,5,7,7,9,9,11,11,13}と{1,2,3,3,4,5,7,8,9,9,10,11}{1,2,4,5,5,6,8,9,9,10,12,13}の7種があり得る。

### 異なる目のサイコロの組合せなど
2面サイコロ（例えばコイン）{1,4}と、18面サイコロ（18分割されたルーレットなど）{1,2,2,3,3,3,4,4,4,5,5,5,6,6,6,7,7,8}も、出る目の合計の確率は一般的なサイコロと同じである。

## 数学的正当化
カノニカルな 'n'面サイコロを、 面に1から'n'の数が書かれたどの面も等確率(=1/'n')で出る'n'面体サイコロとする。まず、カノニカルな立方体（6面）サイコロを考える。ここで、そのサイコロの母関数を{\displaystyle F_{6}(x)=x+x^{2}+x^{3}+x^{4}+x^{5}+x^{6}}とする（各次数が出目に対応する）。この関数同士の積は、複数のサイコロの出目の和に対応し、2個のサイコロの出目に対する母関数は{\displaystyle F_{6}(x)^{2}=x^{2}+2x^{3}+3x^{4}+4x^{5}+5x^{6}+6x^{7}+5x^{8}+4x^{9}+3x^{10}+2x^{11}+x^{12}}である。
ここで、円分多項式の理論より、'd'を'n'の約数、{\displaystyle \Phi _{d}(x)}を'd'次の円分多項式とすると
{\displaystyle x^{n}-1=\prod _{d\,\mid \,n}^{n}\Phi _{d}(x)}
と因数分解できる。
そして、等比数列の和の公式より
{\displaystyle {\frac {x^{n}-1}{x-1}}=\sum _{i=0}^{n-1}x^{i}=1+x+\cdots +x^{n-1}}
であるため、'n'面サイコロの母関数は
{\displaystyle x+x^{2}+\cdots +x^{n}={\frac {x}{x-1}}\prod _{d\,\mid \,n}^{n}\Phi _{d}(x)}
と表せる。
ここで、{\displaystyle \Phi _{1}(x)=x-1}で約分すると、6面サイコロの母関数は
{\displaystyle x\,\Phi _{2}(x)\,\Phi _{3}(x)\,\Phi _{6}(x)=x\;(x+1)\;(x^{2}+x+1)\;(x^{2}-x+1)}
となる。
ここで、2個のサイコロを投げたときの出目が母関数同士の積になることを用いる。そして、その積を再度２個の母関数に分割した場合の係数に着目することで、サイコロの出目の組み合わせを導出できる。但し、ここで母関数の係数は負である場合、2の面が-1個のような意味の無いサイコロとなってしまうことと、係数の総和が6でなければ6面ダイスではないことに注意する。そのため、2個の母関数p(x)に対して、p(0)=0とp(1)=6が条件となる。
そしてこの条件を満たす分割は一般的なサイコロを除き1通りしか存在せず、
{\displaystyle x\;(x+1)\;(x^{2}+x+1)=x+2x^{2}+2x^{3}+x^{4}}
と
{\displaystyle x\;(x+1)\;(x^{2}+x+1)\;(x^{2}-x+1)^{2}=x+x^{3}+x^{4}+x^{5}+x^{6}+x^{8}}
である。
そしてこの母関数はそれぞれ1組のサイコロの目{1,2,2,3,3,4} と {1,3,4,5,6,8}に対応する。これがシチャーマンのサイコロである。
円分多項式の因数分解を用いるため、素数面のサイコロに対してはシチャーマンのサイコロのような異なるパターンが存在しない。
この母関数を用いたサイコロの目の解析は、6面以外の'n'面サイコロにも一般化できる。